# Alstroemeria angustifolia
Alstroemeria angustifolia  es una especie fanerógama, herbácea, perenne y rizomatosa perteneciente a la familia de las alstroemeriáceas. Es originaria del centro de Chile.

## Taxonomía
Alstroemeria angustifolia fue descrita por  William Herbert, y publicado en Amaryllidaceae 96 (-97), t. 1837.
Etimología
Alstroemeria: nombre genérico que fue nombrado en honor del botánico sueco barón Clas Alströmer (Claus von Alstroemer) por su amigo Carlos Linneo. 
angustifolia: epíteto latino que significa "con hojas estrechas".
Sinonimia
- Alstroemeria puberula Phil.[3]